# Адміністративний устрій Лебединського району
Адміністративний устрій Лебединського району — адміністративно-територіальний устрій Лебединського району Сумської області на 23 сільські ради, які об'єднують 129 населених пунктів та підпорядковані Лебединській районній раді. Адміністративний центр — місто Лебедин, що є містом обласного значення та до складу району не входить.

## Список рад Лебединського району
| №  | Назва                              | Центр                 | Населені пункти | Площа км² | Місце за площею | Населення (2001), чол. | Місце за населенням |
| -- | ---------------------------------- | --------------------- | --- | --------- | --------------- | ---------------------- | ------------------- |
| 1  | Бишкінська сільська рада           | c. Бишкінь            | c. Бишкінь c. Овдянське c. Ревки c. Щетини |           |                 |                        |                     |
| 2  | Боровеньківська сільська рада      | c. Боровенька         | c. Боровенька c. Бурівка c. Семенівка |           |                 |                        |                     |
| 3  | Будильська сільська рада           | c. Будилка            | c. Будилка c. Гарбарі c. Грабці c. Дремлюги c. Куличка c. Селище c. Софіївка c. Чернецьке                                                                        |           |                 |                        |                     |
| 4  | Василівська сільська рада          | c. Василівка          | c. Василівка c-ще Мирне c. Новосільське c. Помірки |           |                 |                        |                     |
| 5  | Великовисторопська сільська рада   | c. Великий Вистороп   | c. Великий Вистороп c. Переліски c. Супруни |           |                 |                        |                     |
| 6  | Ворожбянська сільська рада         | c. Ворожба            | c. Ворожба c. Басівщина c. Валки c. Даценківка c. Кердилівщина c. Лифине c. Лободівщина c. Патріотівка c. Пісківка c. Старонове c. Ступки c. Хилькове c. Червоне |           |                 |                        |                     |
| 7  | Гарбузівська сільська рада         | c. Гарбузівка         | c. Гарбузівка c. Караван c. Панченки c. Савенки c. Ситники c. Стеблянки c. Харченки c. Яроші                                                                     |           |                 |                        |                     |
| 8  | Голубівська сільська рада          | c. Голубівка          | c. Голубівка c. Грамине c. Деркачі c. Коломийці c. Маньки c. Сіробабине c. Федірки c. Філонівщина                                                                |           |                 |                        |                     |
| 9  | Гринцівська сільська рада          | c. Гринцеве           | c. Гринцеве c. Гамаліївка c. Дмитрівка c. Дружне c. Ключинівка c. Яснопілля c. Мирне c. Миронівщина c. Підсулля c. Протопопівщина                                |           |                 |                        |                     |
| 10 | Калюжненська сільська рада         | c. Калюжне            | c. Калюжне c. Вершина c. Гудимівка c. Забуги c. Корчани c. Ляшки c. Радчуки c. Топчії c. Тригуби c. Черемухівка                                                  |           |                 |                        |                     |
| 11 | Кам'янська сільська рада           | c. Кам'яне            | c. Кам'яне c. Боброве c. Зелений Гай c. Чернишки |           |                 |                        |                     |
| 12 | Катеринівська сільська рада        | c. Катеринівка        | c. Катеринівка c. Великі Луки c. Грунь c. Степове c. Олексіївка                                                                                                  |           |                 |                        |                     |
| 13 | Курганська сільська рада           | c. Курган             | c. Курган c. Кулики c. Лозово-Грушеве c. Олександрівка c. Плетньове                                                                                              |           |                 |                        |                     |
| 14 | Маловисторопська сільська рада     | c. Малий Вистороп     | c. Малий Вистороп c-ще Залізничне |           |                 |                        |                     |
| 15 | Межиріцька сільська рада           | c. Межиріч            | c. Межиріч c. Гостробури |           |                 |                        |                     |
| 16 | Михайлівська сільська рада         | c. Михайлівка         | c. Михайлівка c. Байрак c. Парфили c-ще Першотравневе c. Степне c. Шумили                                                                                        |           |                 |                        |                     |
| 17 | Московсько-Бобрицька сільська рада | c. Московський Бобрик | c. Московський Бобрик c. Березів Яр c. Влізьки c. Пашкине |           |                 |                        |                     |
| 18 | Павленківська сільська рада        | c. Павленкове         | c. Павленкове c. Бойки c. Букати c. Дігтярі c. Мартинці c. Марусенкове c. Слобода                                                                                |           |                 |                        |                     |
| 19 | Підопригорівська сільська рада     | c. Підопригори        | c. Підопригори c. Галушки c. Грицини c. Майдаки c. Падалки c. Сіренки                                                                                            |           |                 |                        |                     |
| 20 | Пристайлівська сільська рада       | c. Пристайлове        | c. Пристайлове c. Барабашівка c. Гірки c. Шевченкове |           |                 |                        |                     |
| 21 | Рябушківська сільська рада         | c. Рябушки            | c. Рябушки c. Вільшанка c. Костів c. Курилівка c. Північне |           |                 |                        |                     |
| 22 | Червленівська сільська рада        | c. Червлене           | c. Червлене c. Грушеве c. Новоселівка c. Чижове |           |                 |                        |                     |
| 23 | Штепівська сільська рада           | c. Штепівка           | c. Штепівка c. Гутницьке c-ще Новопетрівка c. Руда |           |                 |                        |                     |

* Примітки: м. — місто, с-ще — селище, смт — селище міського типу, с. — село